# St Mawes
Koordinaten: 50° 9′ N, 5° 1′ W
St Mawes ist eine Ortschaft an der Südküste der englischen Grafschaft Cornwall. Es liegt gegenüber von Falmouth auf dem Ostufer der Carrick Roads. Haupteinnahmequelle des Ortes ist der Tourismus. Zwischen St Mawes und Falmouth besteht eine ganzjährige Fährverbindung.

## Sehenswürdigkeiten

### St Mawes Castle
Dabei handelt es sich um eine gut erhaltene Festung aus der Zeit Heinrichs VIII. Die Anlage wurde zwischen 1539 und 1545 erbaut. Sie diente zusammen mit der Festung Pendennis Castle zum Schutz der Carrick Roads, dem drittgrößten Naturhafen der Welt. Die Burg war eine reine Artilleriestellung, man wollte so viel Feuerkraft wie möglich in sie hinein bringen. Sie gilt dennoch als eine der meist dekorierten Burgen unter Heinrich VIII. Man findet an ihr sehr fein detailliert erarbeitete Wasserspeier, Kanonenöffnungen und Handschnitzarbeiten in den Räumen des Burghauptmann. Ursprünglich hatte die Burg eine mit Ketten betriebene Zugbrücke. Die Burg wurde im 17. Jahrhundert mit einem weiteren Artilleriering erweitert. Im 19. Jahrhundert wurde eine Batterie mit 24 Pfund schweren Kanonen im Ring aufgestellt, später kamen noch zwei 64 Pfund schwere Kanonen hinzu. Zusammen mit Pendennis Castle wurde im Zweiten Weltkrieg von hier aus ein Minenfeld kontrolliert.

### Hafen und Bucht
Am Hafen steht das Hotel The Ship and Castle (an der Kreuzung The Quay/Grove Hill). Dieses Hotel war einer der Drehorte des Films Mörder ahoi!, der hier 1964 entstand. Der Balkon von dem Zimmer, von dem aus Mr. Stringer den Kontakt zu Miss Marple hielt, ist heute noch unverändert erhalten, wie auch die Nebenstraßen. Die Bucht von St Mawes diente als Hintergrund für das fiktive Schiff H.M.S. Battledore aus diesem Film.

## Galerie

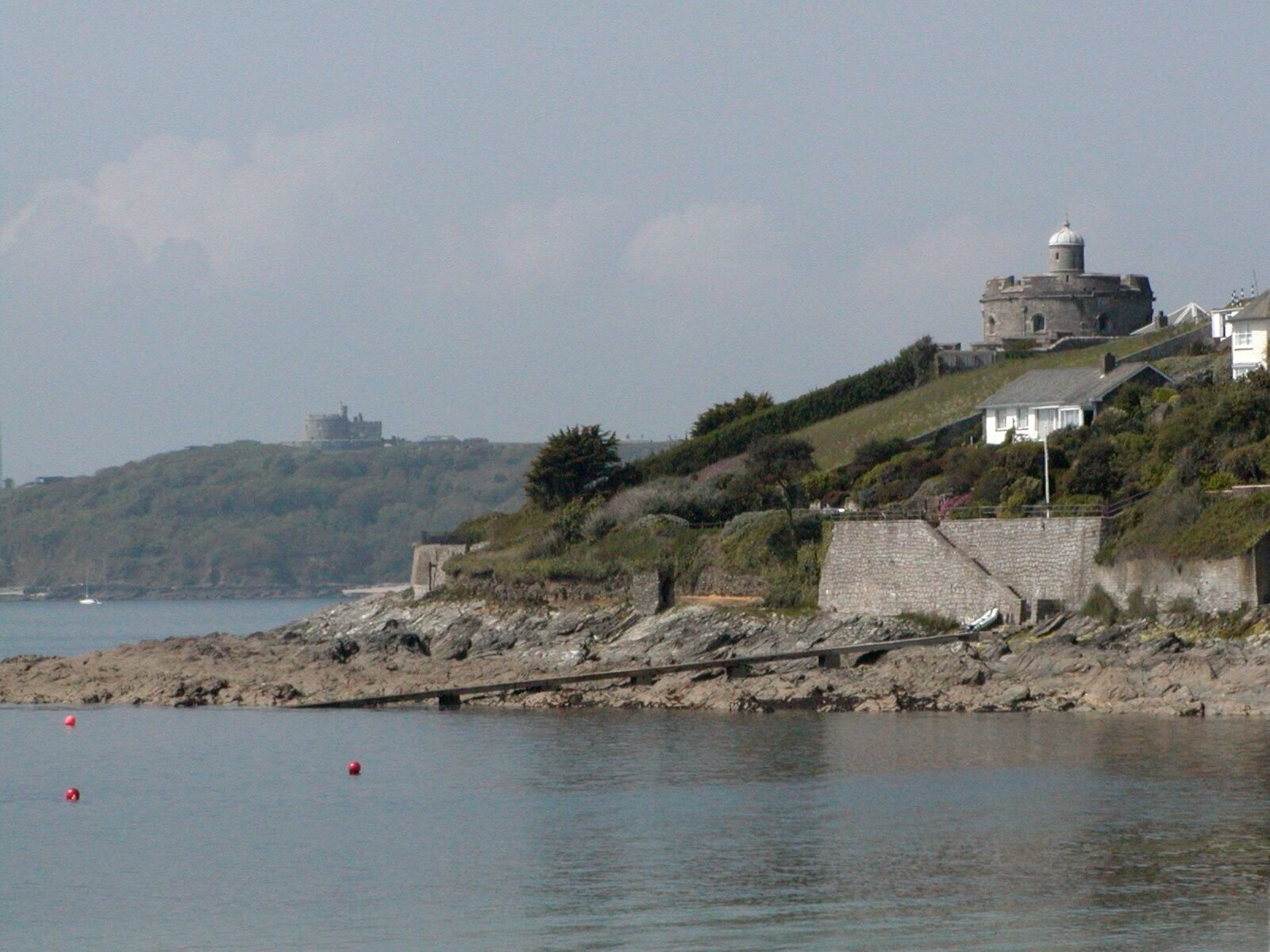
St Mawes Castle (Vordergrund) und Pendennis Castle in Falmouth (Hintergrund)
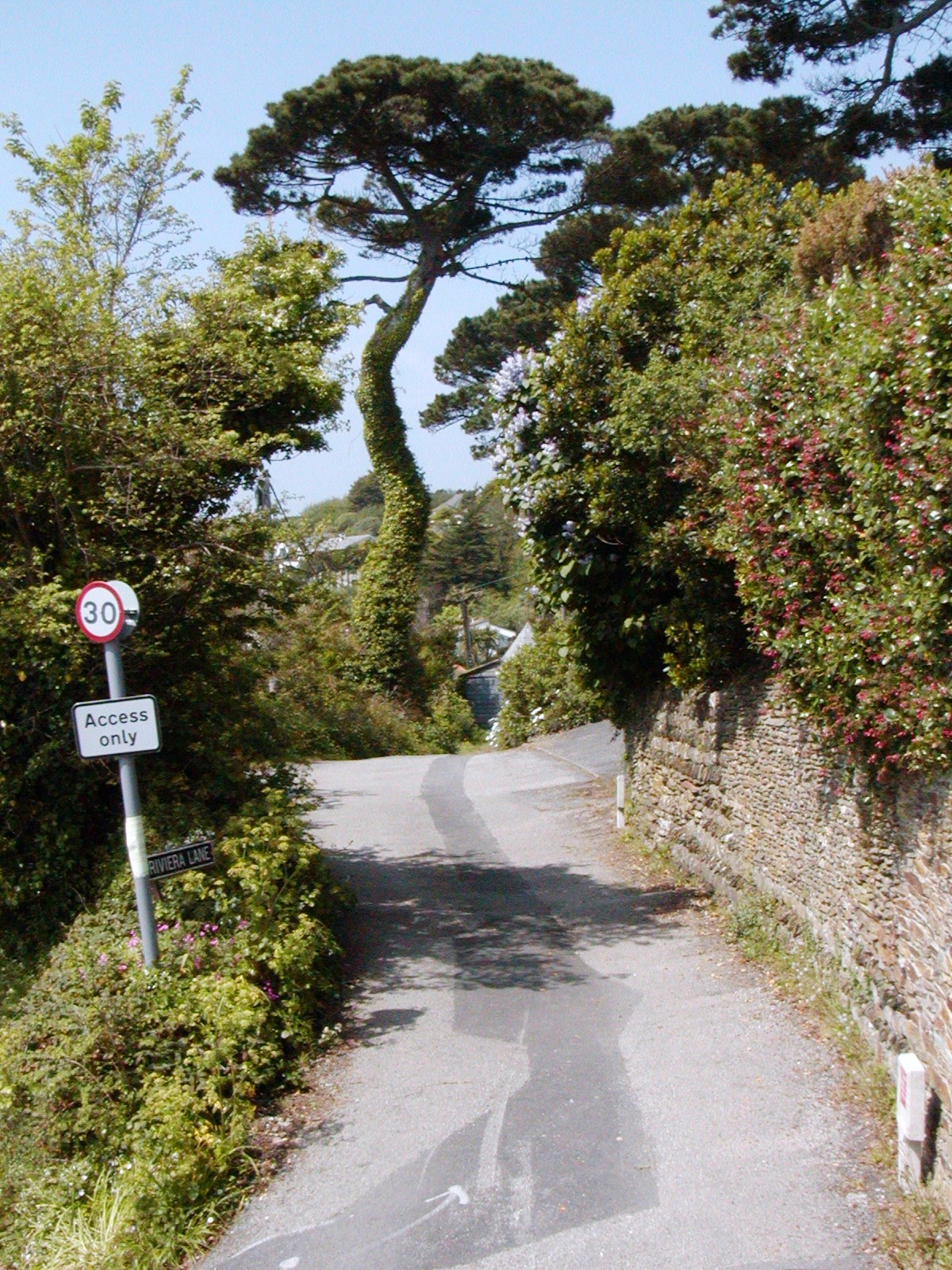
Mediterrane Impressionen in St Mawes (Mai 2004)
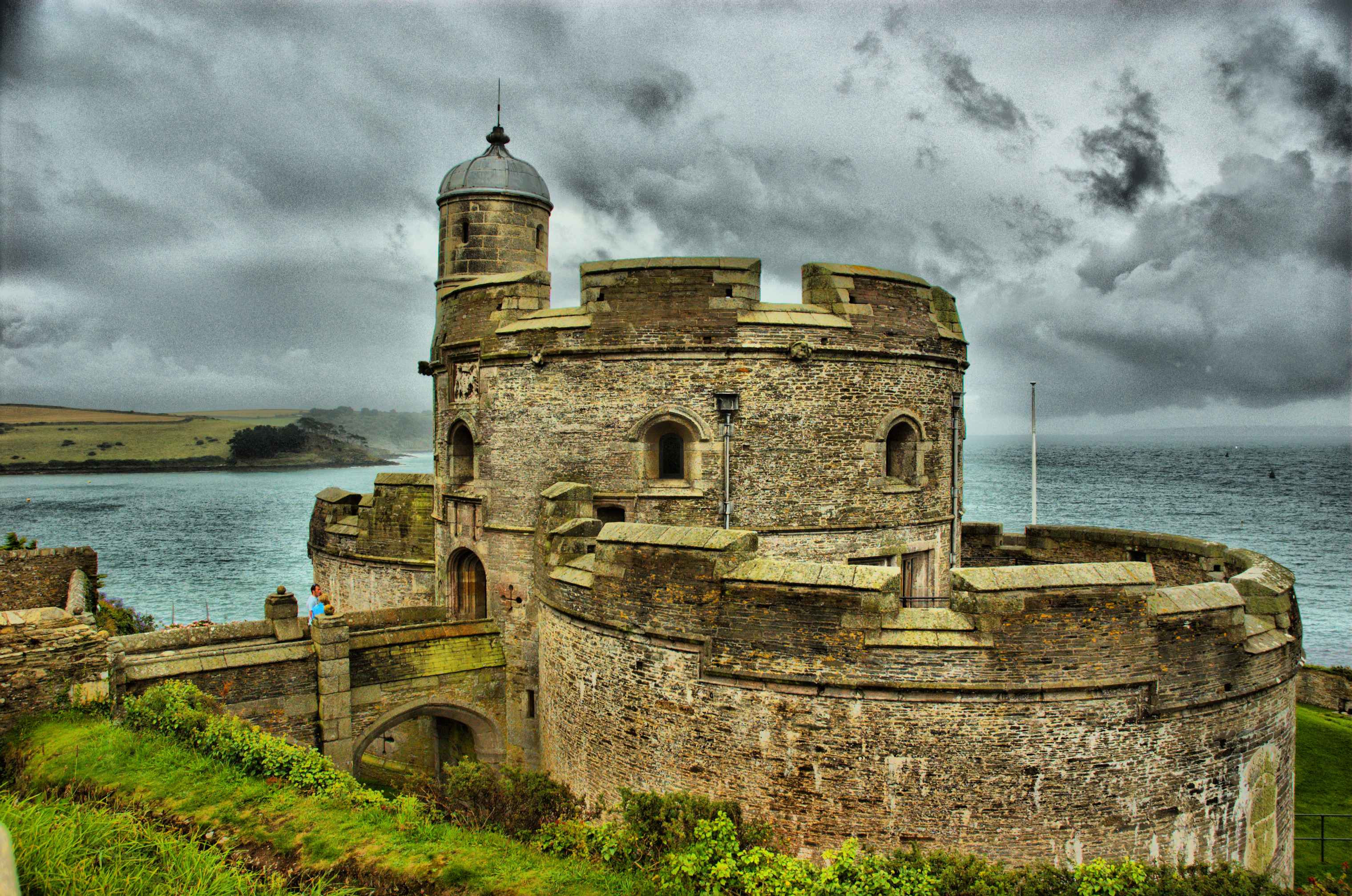
St Mawes Castle